# Futura (álbum)
| Críticas profissionais | Críticas profissionais |
| Avaliações da crítica  | Avaliações da crítica  |
| Fonte                  | Avaliação              |
| ---------------------- | ---------------------- |
| allmusic               | [ 1 ]                  |

Futura é o sexto álbum de estúdio da banda brasileira de manguebeat Nação Zumbi, lançado em 2005.

## Faixas
1. "Hoje, Amanhã e Depois"
2. "Na Hora de Ir"
3. "Memorando"
4. "A Ilha"
5. "Respirando"
6. "Voyager"
7. "O Expresso da Elétrica Avenida"
8. "Nebulosa"
9. "Sem Preço"
10. "Vai Buscar"
11. "Pode Acreditar"
12. "Futura"

## Créditos

### Integrantes
- Jorge Du Peixe - vocal e programação
- Lúcio Maia - guitarra, vocoder, craviola e violão
- Dengue - baixo
- Pupillo - bateria e percussão
- Gilmar Bola 8 - alfaia e voz
- Gustavo da Lua - alfaia
- Marcos Matias - alfaia
- Toca Ogan - percussão e voz

### Ficha técnica
Produzido por Nação Zumbi e Scotty Hard.
Arte por Jorge Du Peixe e Valentina Trajano.
Produtores Executivos:Joao Marcello Boscoli, Andre Szajman e Claudio Szajman
Coordenacao de Producao Artistica: Andrea Colmatti.
Assistente de Producao: Lucian Krambeck.
Direcao de Producao: Katia Cesana
Gravado e Mixado na Trama Estúdio, SP. Brasil
Tecnico de gravacao e Mixagem: Scotty Hard
Assistente de Gravacao e Mixagem: Ronaldo Frige
Fotos: Fabio Braga e Geraldo Gomes.